# Nomada hammarstroemi
Nomada hammarstroemi är en biart som beskrevs av Morawitz 1888. Nomada hammarstroemi ingår i släktet gökbin, och familjen långtungebin. Inga underarter finns listade i Catalogue of Life.